# Stéphane Misseghers
Stéphane Misseghers (27 oktober 1976) is een Belgisch drummer die best gekend als drummer van Soulwax, Vive la Fête, Waldorf en dEUS. Hij speelt ook bij Disko Drunkards. Hij begon met drummen toen hij zes jaar oud was. Tijdens een hiatus van dEUS trad hij met Mauro Pawlowski en Alan Gevaert op als de Tango Boys genoemd naar een Oostenrijkse electroband The Tango Boys.
Misseghers was producer van onder meer Psycho 44, Horses On Fire, St. Grandson, Absynthe Minded, STAKE (vroeger Steak Number Eight) en Lalma (Black Metal project van Arsenal zanger John Roan).
Hij maakte met dEUS de soundtrack voor "Margiela In His Own Words" de bekroonde documentaire van Reiner Holzemer over het leven en de carrière van de enigmatische Belgische ontwerper Martin Margiela. Misseghers fungeerde voor dit project als producer, mixer en musical director. Ook verzorgde hij de klank van 'The Ideal Crash: Confessions To dEUS', Fleur Boonman's documentaire over dEUS' 20-jarige anniversary tour waarin de fans hun relaas doen over wat voor hen de Ideale Crash heeft betekend in de voorbije 20 jaar.
Misseghers had in het verleden een relatie met supermodel Ingrid Parewijck.